# 湖边邨
湖边邨位于杭州市上城区长生路与蕲王路交叉口，是杭州的一个历史街区和石库门里弄建筑群，始建于20世纪20年代，建筑群总面积3000余平方米。
湖边邨23号楼曾为大韩民国临时政府的办公处。2007年，湖边邨建筑群被列入杭州市第三批历史建筑保护名单。2008年起，湖边邨启动拆迁和修缮工作。2011年底，旧宅湖边邨以民国历史为主题的酒店开业，第五届中国最佳设计酒店评选中，荣膺“最佳历史传承与保护”奖。